# Parish of Saint Paul
Parish of Saint Paul är en parish i Antigua och Barbuda. Den ligger i den centrala delen av landet, 13 kilometer sydost om huvudstaden Saint John's. Antalet invånare är 7 325. Arean är 46 kvadratkilometer. Parish of Saint Paul ligger på ön Antigua.
Terrängen i Parish of Saint Paul är platt åt nordost, men åt sydväst är den kuperad.
Följande samhällen finns i Parish of Saint Paul:
- Liberta
- Swetes
- English Harbour Town
- Falmouth
- Bethesda